# بوتلينغن
بوتلينغن (بالألمانية: Püttlingen) هي مدينة و بلدة ألمانية تقع في ألمانيا في سارلاند. يقدر عدد سكانها بـ 20,552 نسمة .

## المدن التوأمة
مدن Créhange، سان ميشيل سور أورج، زنفتنبيرغ، سدر هندي و فريساغرانديناريا هي مدن توأمة لـبوتلينغن.

## أعلام
- ليو كريمر
- باتريك كونن
- خوسيه كليمنت مورر